# Ptychadena chrysogaster
Ptychadena chrysogaster là một loài ếch trong họ Ptychadenidae. Chúng được tìm thấy ở Burundi, Cộng hòa Dân chủ Congo, Rwanda, Tanzania, và Uganda.
Các môi trường sống tự nhiên của chúng là các khu rừng ẩm ướt đất thấp nhiệt đới hoặc cận nhiệt đới, xavan khô, xavan ẩm, và sông.